# 杉浦俊香
杉浦 俊香（すぎうら しゅんこう、天保15年5月7日（1844年6月22日） - 昭和6年（1931年）6月8日）は、戦前、日本の美術家、日本画家。
駿河国府中（現在の静岡県静岡市葵区）出身。壮年期は日光及び高野山に籠り技を研磨し、支那に遊び台湾に渡り技を磨いた。60歳にして大阪府豊能郡の剣尾山山頂に籠居し3年間の修養を積み、独自の日本画を創出し雅号を俊香と称す。
生涯を通じての作品は一般の画家に較べ遥かに少なく、溌墨画及び雪影は独自の画風である。近代日本画壇はもとより、前後五回、欧米に渡り日本画の紹介行脚を行い海外にも日本画を紹介した。1913年（大正2年）、フランス政府より、フランス国外の人間に贈られる最高の勲章であるオフィシエ・ド・アカデミー勲章を授与され、同時にルーヴル美術館より作品『遠浦帰帆』の展示を約束された。

## 生涯
天保15年5月7日（1844年6月22日）、駿河国府中の徳川家臣・今井家の第十六代今井半右衛門松宇の三男・今井高融として生まれる。幼少期は筆と紙を与えれば泣き止む変わりものだった。6歳の時、父の書斎に入り込んで遊びで描いた絵は大人が舌を巻くほどの出来だったという。
安政4年（1857年）、隠士怡顔斎（松岡恕庵）から運筆の奥義を授かり、「当代の工作に学ぶことなかれ、古人の意を師とせよ」と戒められた。安政6年（1859年）より天台僧・幽深について、専ら道学佛書を修め、仏学の深源と修練の正途とを伝えられ、後事を託された。
明治7年（1874年）、明治政府の諸制度改革の潮流が宗教にまで及び、神道・仏教界の前途を憂いた俊香は宗教原則論を唱え、各宗管長の総代となって、時の大教院に建白書を差出している。
明治25年（1892年）、清国視察旅行に出発。旅行先で描いた絵は清国人にも認められ、「今の我が国には、このように中国の伝統に則った絵を描ける人はいない」と評された。
明治31年（1898年）、日本美術院の創立に参加した岡倉天心・橋本雅邦等と意見を異にし、独自の道を進む。以降、真の日本画の真髄を世界に紹介すべく、たびたび諸外国を歴訪した。
明治35年（1902年）5月15日、『精神有無論』を発刊。6月12日、分家し静岡より東京市神田区三崎町3丁目に転居。同日に滑川よ祢と結婚する。
明治36年（1903年）、杉浦高融名義で大阪で行われた第五回内国勧業博覧会に『二十四孝』2点を出展。明治37年（1904年）、長岡護美、高島鞆之助、九鬼隆一、細川潤次郎、福岡孝弟、高橋新吉、辻新次、加藤弘之等から美術学校の講師に推薦される。
明治39年（1906年）、当時の俊香は未だかって作画を展覧会に出したことは無く、世間に名前さえ知られていなかったが、12月4日、凱旋記念五二共進会美術部第一回監査会に於いて、橋本雅邦、川端玉章等とともに優待室に『緑陰静修』『湖畔晩帰』を展示され、特選の上審査員に推薦され、松方正義より深謝状を授かる。その画法は極めて精確にしてあたかも相阿弥、雪村、若しくは光信の風ありと評された。
明治40年（1907年）春、京都美術展覧会の審査委員を務める。この年、駐フランス大使・栗野慎一郎に委託した山水画3点が東洋絵画として初めてパリの中央サロンに展示を許可された。
明治41年（1908年）から同42年（1909年）まで作品14点を携え、アメリカ合衆国、フランスを巡り、日本画の紹介に努めた。フランスにおいてはフランス政府からオフィシエ・ド・アカデミー章を授与された。またルーヴル美術館東洋部長カストン・ミジョンから絶賛され、ルーヴル美術館に作品の展示を約束された。
明治43年（1910年）、大阪府豊能郡の剣尾山の頂に庵を結んで篭居し、以降3年間にわたり不臥不眠の修業を積んだ。
大正2年（1913年）10月22日、賞勲局総裁・正親町実正より大日本帝國外國記章佩用免許證（第3494号）を受け、10月30日の官報にてフランス共和政府よりオフィシエ・ド・アカデミー勲章を授与され、佩用を允可された事が発表された。12月4日、受勲祝賀会を兼ねた作品鑑賞会が開かれた。賛助員には蜂須賀茂韶、細川潤次郎、金子堅太郎、加藤弘之、高島鞆之助、九鬼隆一、松室致、青木周蔵、清浦奎吾、土方久元等が名を連ねている。
- 仏蘭西政府から贈られたオフィシエ・ド・アカデミー賞の賞状
- 仏蘭西政府より贈与されたオフィシエ・ド・アカデミー記章の大日本帝國外國記章佩用免許証

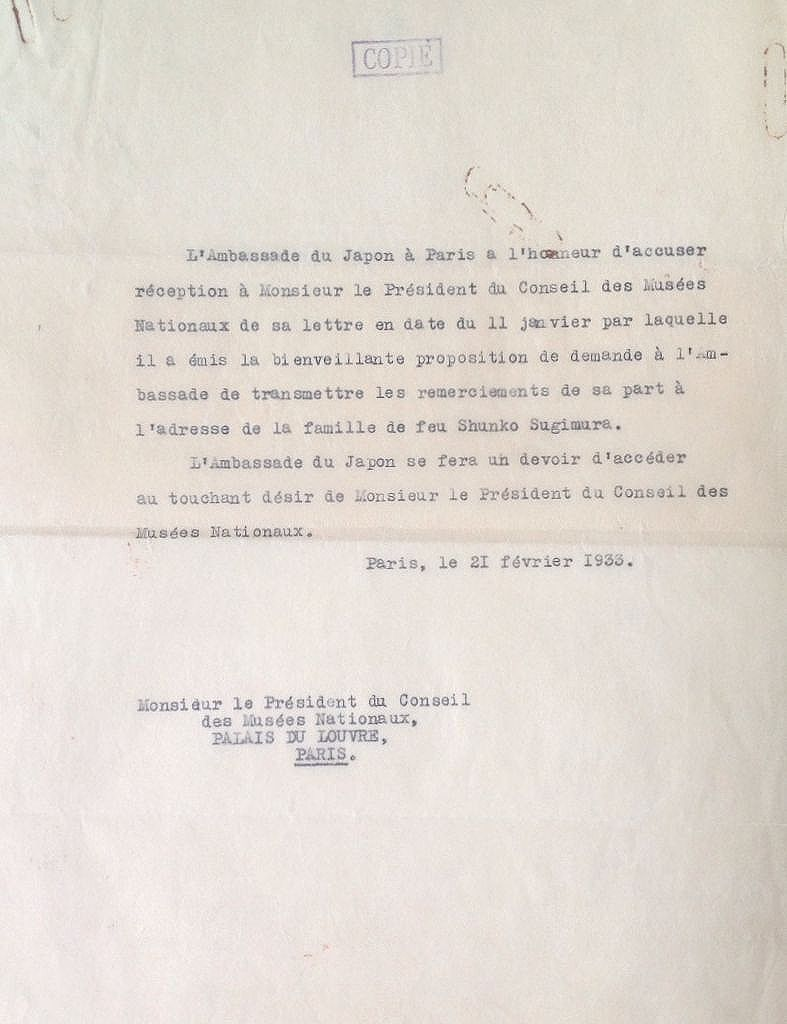
ルーヴル美術館から俊香遺作の寄贈を受けたとする手紙
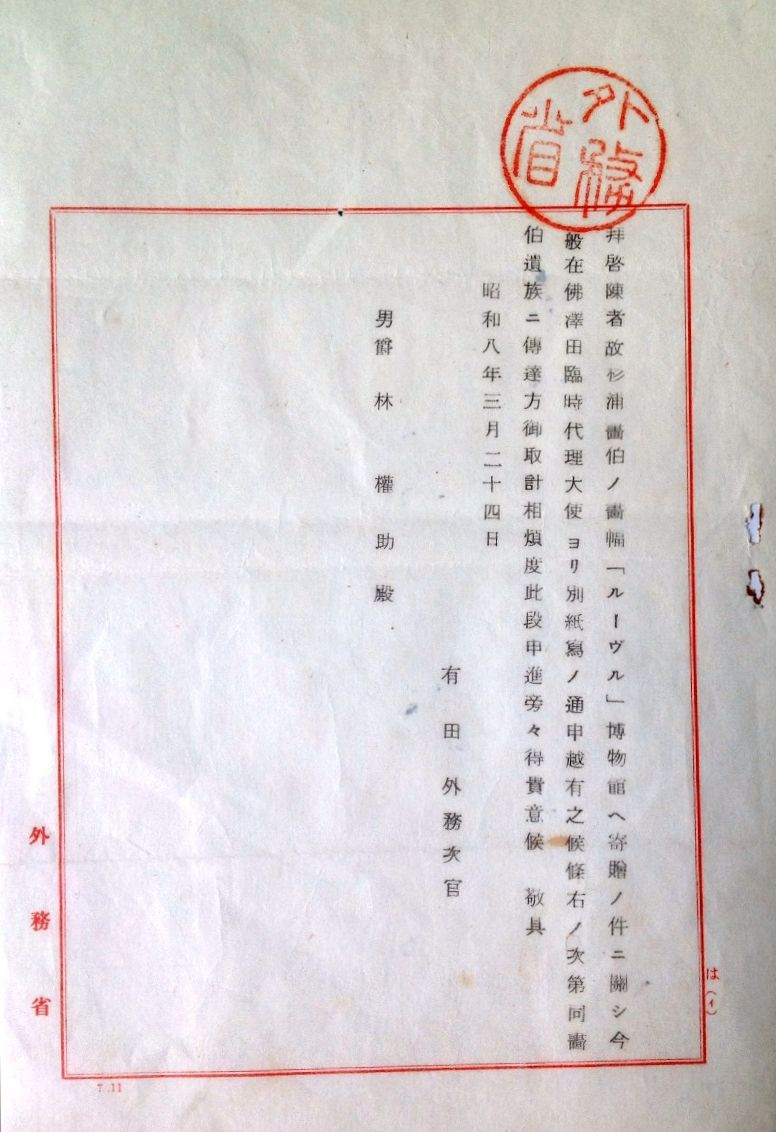
駐仏大使から俊香遺作がルーヴル美術館に寄贈されたとする手紙

大正4年（1915年）6月、銀座美術館にて絵画復興参照作品展覧会を開く。
大正5年（1916年）10月、華族会館にて柳沢保恵主催による杉浦俊香翁作品観覧会が開かれた。11月20日、『絵画と国家の盛衰』を発刊。絵画と国家の盛衰には、松方海東、土方泰山、細川十洲の題字があり、絵画源流参照として21葉の写真が載せてある。
大正8年（1919年）、伊東巳代治、石川成秀、犬養毅、早川千吉郎、花井卓蔵、細川潤次郎、徳富猪一郎、床次竹二郎、大木遠吉、金子堅太郎、高橋是清、高木兼寛、棚橋一郎、九鬼隆一、柳田國男、柳沢保恵、松室致、益田孝、福原鐐二郎、藤澤南岳、古賀廉造、佐分利一嗣、清浦奎吾、島田三郎、柴田家門、平山成信、鈴木宗言らにより正画復興会が起こされた。これは、俊香を支援し、日本美術思想の復興を図り、正画の藍奥を明らかにしようとするものであった。同年、俊香は作品を携えて欧米を巡遊し、展覧会を催している。大正9年（1920年）5月と10月には丸の内生命保険協会にて個人展覧会を開催している。
大正10年（1921年）1月から翌年にかけて作品を携え、アメリカ皮切りにチューリッヒ、ドレスデン、ロンドン、パリを歴遊し東洋絵画の古精神を鼓吹した。アメリカでは二十世紀倶楽部やボストン倶楽部で会員に展覧した。展覧会を取材したスター新聞の美術欄には「秀でた日本美術家杉浦俊香氏の古典派の様式に依って描いた日本画の著しい蒐集が国民美術陳列館の監督の下に、国民博物館に於いて展覧されている。蒐集は掛物、懸額等40点である。此れ等は東洋美術の最も善い伝統と一致し、支那及び日本の巨匠の作品と比較すべきものである」とある。
大正11年（1922年）10月26日 - 『画界の維新』を発刊する。この年、エコール・ド・パリが俊香の日本画を評論している「此の度、アカデミー諸氏と共に日本画家杉浦俊香翁の作品を一見するに至りて、その趣きの近来の日本画に於いて未だ観取せざる点を発見したり。翁の作品の特徴は画題の選択高尚至純にして気品を具へ細より密に入り眞に逼りて精神躍如たり、之れ翁が徒らに彩筆の画家にあらずして眞に美術の眞締を解するの士と謂うべし。翁は当年80歳の高齢者にして日本人に見る稀れなる巨大なる体駆を有し身心共に益々強健なり、今日迄欧洲を巡遊する2回更に一両年後に渡航するとのことなれば吾等は翁の健康を祈り其の来遊を待つのである」。
大正12年（1923年）2月26日、平沼騏一郎と嘉納治五郎の後援で内務大臣官舎において俊香の美術問題についての講話が開かれた。5月には平沼騏一郎、嘉納治五郎、鵜沢総明等により、神田錦町3丁目の学士会館において俊香の講演会が行われた。
大正13年（1924年）6月下旬より上海に渡航した。7月1日に芸術学校長、中華美術学校長等に会見し東洋絵画の問題について談話を交換した。美術学校には日本語の話せる者が居て好都合であったとのことである。校長は俊香の意見に同意した。俊香はそれから7月18日の廬山の仏教大会に行き絵画幾点かを携帯して展覧に供した。日本仏教会の代表者・水野梅暁にも会見することができ、水野の勧告もあって絵画を持って廬山に行くことができた。
大正14年（1925年）3月30日、東京市麻布区広尾町に転居。大正15年（1926年） 1月、大東文化協会の有志が来遊中のシュトゥットガルト博物館長フィッシェルを小石川の偕楽園に招いて一夕の美術談を交換した。参加者は井上哲次郎を始めとして木下成太郎、大村西崖、辜鴻銘、北昤吉、原田尾山等であった。俊香は館長の参考のために画3、4点を携えて参会した。5月31日から11月30日にかけてアメリカ独立150年記念フィラデルフィア万国博覧会に出展し、絵画部門でゴールドメダルを授与された。
昭和2年（1927年）2月、東京、三越呉服店に於いて「杉浦俊香氏新作絵画展覧会」を開催。5月、東京丸之内、日本工業倶楽部に於いて「杉浦俊香翁東西洋に微証せし作画被目録」を開催。
昭和3年（1928年）11月10日、昭和天皇即位に当たり、水墨山水画『晴雪浩観』、金碧山水画『夏渓静修』の2幅を献上、宮内大臣・一木喜徳郎より嘉納状を受ける。
昭和6年（1931年）6月8日、肺炎のため東京市麻布区広尾町の自宅で死去。86歳没。ルーヴル美術館へ約束の一幅を送る。墓所は東京都港区南青山の東京都青山霊園にある。

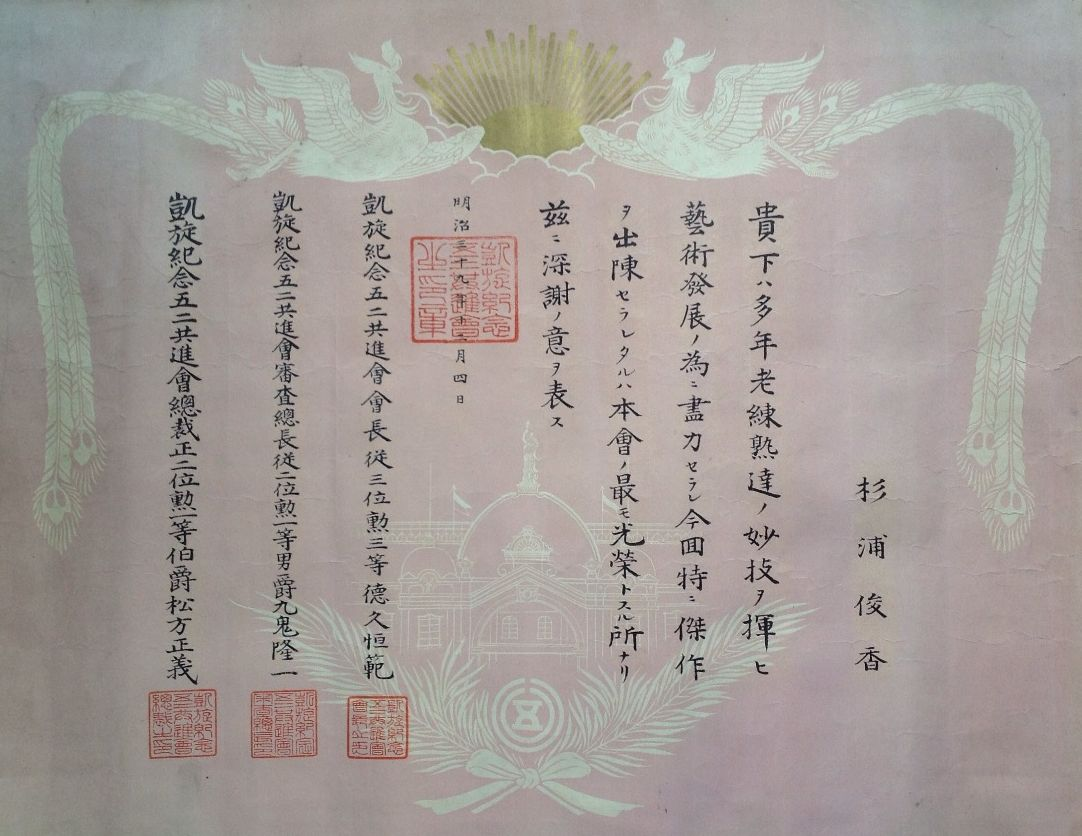
凱旋記念五二共進会に於いて授与された深謝状
- 昭和天皇即位に《春雪浩観》《夏渓静修》二幅を献上、宮内大臣一木喜徳郎の嘉納状

## 家族・親族
- 祖父 : 今井桂輔（不詳 - 1842）、今井家第15代、駿府与力十騎、行年60歳、墓碑 : 静岡県静岡市葵区沓谷 長源院
- 祖母 : 不詳（不詳 不詳 - 1863）、長源院
- 父 : 今井松宇（不詳 - 1873）、今井家第16代、行年73歳、墓碑 : 長源院、位牌 : 東京都港区元麻布 本光寺
- 母 : 不詳（不詳 不詳 - 不詳）、長源院
- 兄（長男）: 今井正意（不詳 - 1882）、今井家第17代、駿府与力、行年49歳、墓碑 : 長源院、妻・つる（不詳 不詳 - 1876）、墓碑 : 長源院
- 兄（二男）: 今井信郎（不詳 - 不詳）
- 本人（三男）: 杉浦高融（今井家 1844 - 1931）、行年87歳、墓碑 : 東京都港区南青山 青山霊園、位牌 : 本光寺、妻・よ祢（滑川家 1874 - 1956）、行年82歳、墓碑 : 青山霊園、位牌 : 本光寺
- 長女 : 杉浦いつ（1902 - 1984）、行年81歳、墓碑 : 青山霊園、位牌 : 本光寺
- 二女 : 杉浦須美（1905 - 1906）、行年1歳、墓碑 : 青山霊園、位牌 : 本光寺
- 長男 : 杉浦晋（1907 - 1923）、行年16歳、墓碑 : 青山霊園、位牌 : 本光寺
- 二男 : 杉浦かく（1910 - 1995）、行年85歳、墓碑 : 青山霊園、妻・明子（樋口家 1916 - 2013）、墓碑 : 青山霊園

## 主な作品
- 1904年（明治36年）3月 - 『第五回内国勧業博覧会美術出品目録』 - 国立国会図書館デジタルコレクション、《二十四孝》2点出展、出版者・第五回内国勧業博覧会事務局、写真掲載。
- 1906年（明治39年） - 《録陰静修》《湖畔晩帰》、凱旋記念五二共進会美術部第一回監査会出展。
- 1907年（明治40年）
  - 《雨将降》《雪晴》、佛国巴里中央サロン出展。
  - 《観音六道》《月峰静修》《月峰懐古》《竹枝二鳥》《閑庭咲櫻》《富獄春色》《松鶴大陽》《湖畔晩眺》《湖畔静楼》《湖畔閑居》《山村晩帰》《湖畔夕照》《山湖夕照》《芙蓉小雀》《残雪江楼》《芦鴈夕月》《寒湖鴛鴦》、二尺巾額面、以後数回欧米に持参展覧。
  - 6月26日 - 《雨将降》、時事新報「杉浦俊香翁の栄誉」佛国巴里中央サロン出品、6頁写真掲載。
- 1913年（大正2年）11月25日 - 《月下蘆鴈》、大阪朝日新聞「海外に名声高き俊香画伯・佛国ダカデミー記章の表彰」11頁写真掲載。
- 1916年]（大正5年）11月18日 - 杉浦俊香著『絵画と国家の盛衰』 - 国立国会図書館デジタルコレクション、《観音六道》《月峯修道》《花鳥変緒》《月峯遠望》《春色山水》《紫茄》《富獄春色》《朝陽松鶴》《酸奨秋色》《湖江晩眺》《江村遂趣》《澄江勝覧》《翠境閑適》《江晩晴遠》《高士観曝》《湖畔暮露》《湖山晩晴》《小雀芙蓉》《寒湖鴛鴦》《江村寂静》《渓山避暑》、写真掲載。
- 1919年（大正8年） - 《山市晴嵐》《遠寺晩鐘》《漁村夕照》《遠浦帰帆》《洞庭秋月》《満酒夜雨》《平汐落鴈》《江天暮雪》、二尺五寸巾額面、欧米を巡遊展覧。
- 1921年（大正10年）～1922年（大正11年） - 《晴雪和気》《雪晴帰客》尺八巾双幅、《江楼清風》《湖畔静居》尺八巾双幅、《雄黄十斤》《華山五仙》尺八巾双幅、《五仙会集》尺八巾、《渓山避暑》三尺巾、《忍度》三尺巾、《遠浦帰帆》三尺巾、米国二十世紀倶楽部、ボストン倶楽部等出展。
- 1926年（大正15年） - 《秀山清楼》《湖畔雅遊》尺八巾双幅、《晴雪遠望》《雪晴雅客》尺八巾双幅、《天仙清会》《静修煉丹》尺八巾双幅、《遠寺晩鐘》《満酒夜雨》《平沙落鴈》《江天暮雪》二尺五寸巾横物、米国独立150年記念フィラデルフィア万国博覧会出展。
- 1927年（昭和2年）11月12日 - 《雪中》《夏の山水と仙人》、「画壇の彦左に・費府から金杯・芸術の道徳化を説く杉浦俊香翁の慶び」、費府大博覧会出展、読売新聞、7頁。
- 1928年（昭和3年） - 《晴雪浩観》絹本水墨山水、《夏渓静修》絹本金碧山水、宮内庁三の丸尚蔵館蔵、昭和天皇即位記念献上。
- 1933年（昭和8年）3月24日 - 《遠浦帰帆》絹本水墨山水、ルーヴル美術館蔵。
- 1936年（昭和11年）4月5日 - 鵜沢総明著『隋想録』 - 国立国会図書館デジタルコレクション - 大東文化協会、杉浦俊香翁遺作三点、《渓山幽趣》《張果朗駆戯》《湖畔賞雪》、個人蔵、写真掲載。
- 2014年（平成26年）11月22日 - 《渓山避暑》絹本水墨山水三尺巾、《山水図》絹本極彩色山水三尺巾、《雪景山水図》絹本水墨山水二尺五寸巾、静岡県立美術館蔵。
- 2015年（平成27年）
  - 4月7日～同年6月21日 - 《渓山避暑図》絹本墨画168.0×86.0cm[25]、《山水図》絹本着色168.0×86.5cm[26]、《雪景山水図》絹本墨画175.0×72.5cm[27]、以上3点、静岡県立美術館蔵、新収蔵品展展示。
  - 10月6日 - 《牡丹》絹本彩色112.0×41.0cm、《南天》絹本彩色119.0×32.0cm以上2点、明見山本光寺 (東京都港区)蔵。

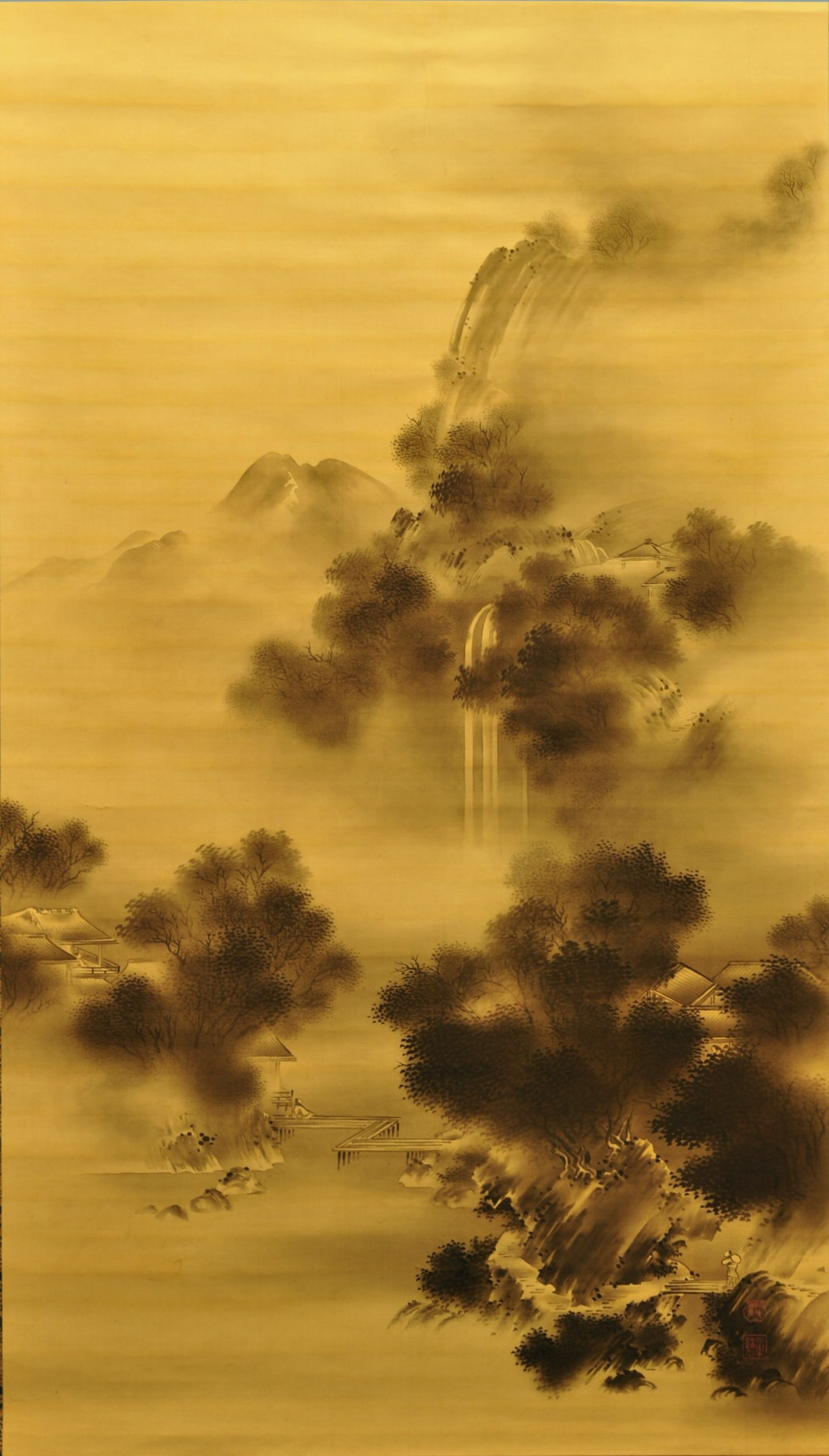
《渓山避暑図》掛軸 静岡県立美術館蔵
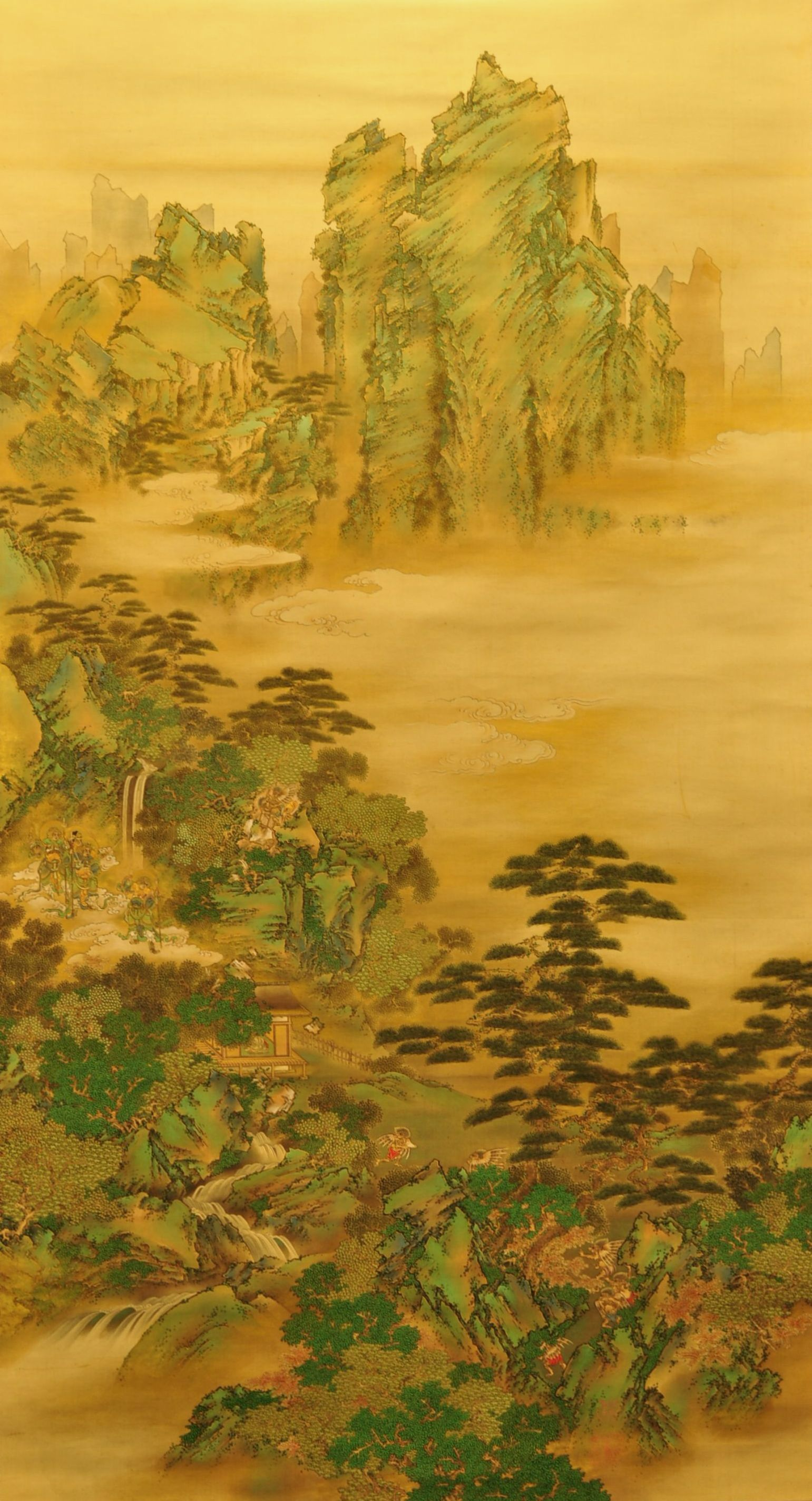
《山水図》掛軸 静岡県立美術館蔵
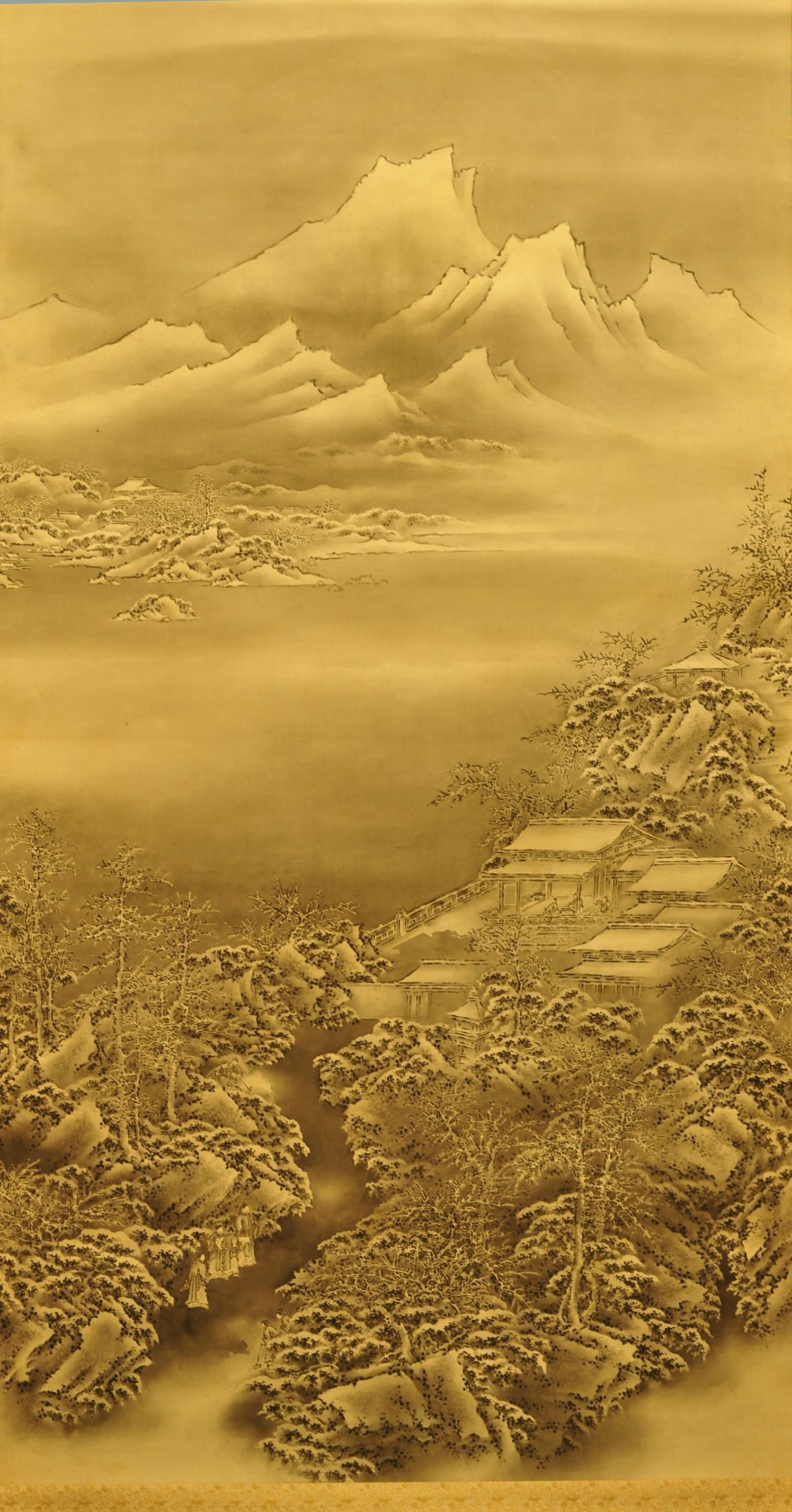
《雪景山水図》掛軸 静岡県立美術館蔵
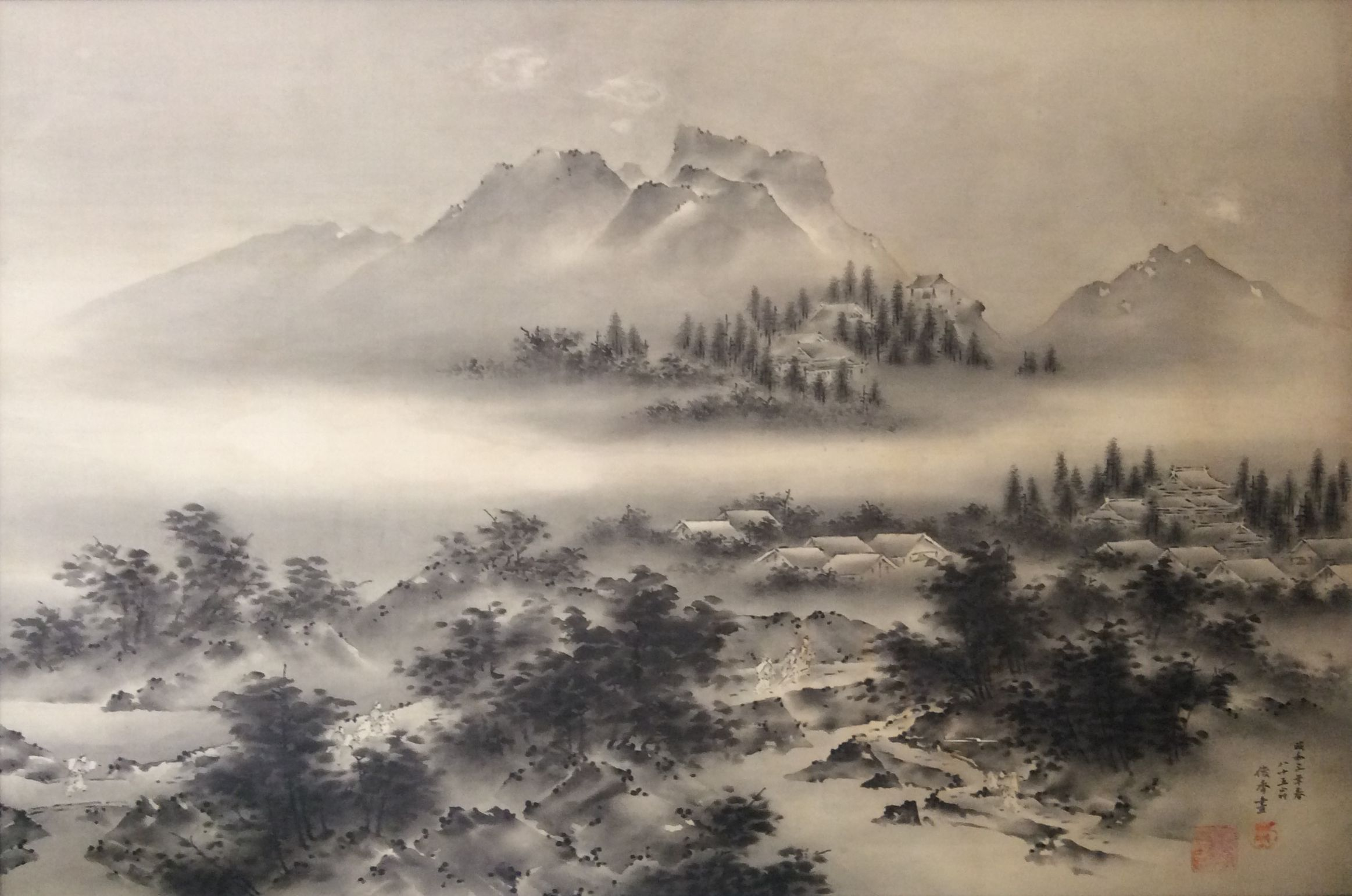
《溌墨山水図》杉浦家蔵
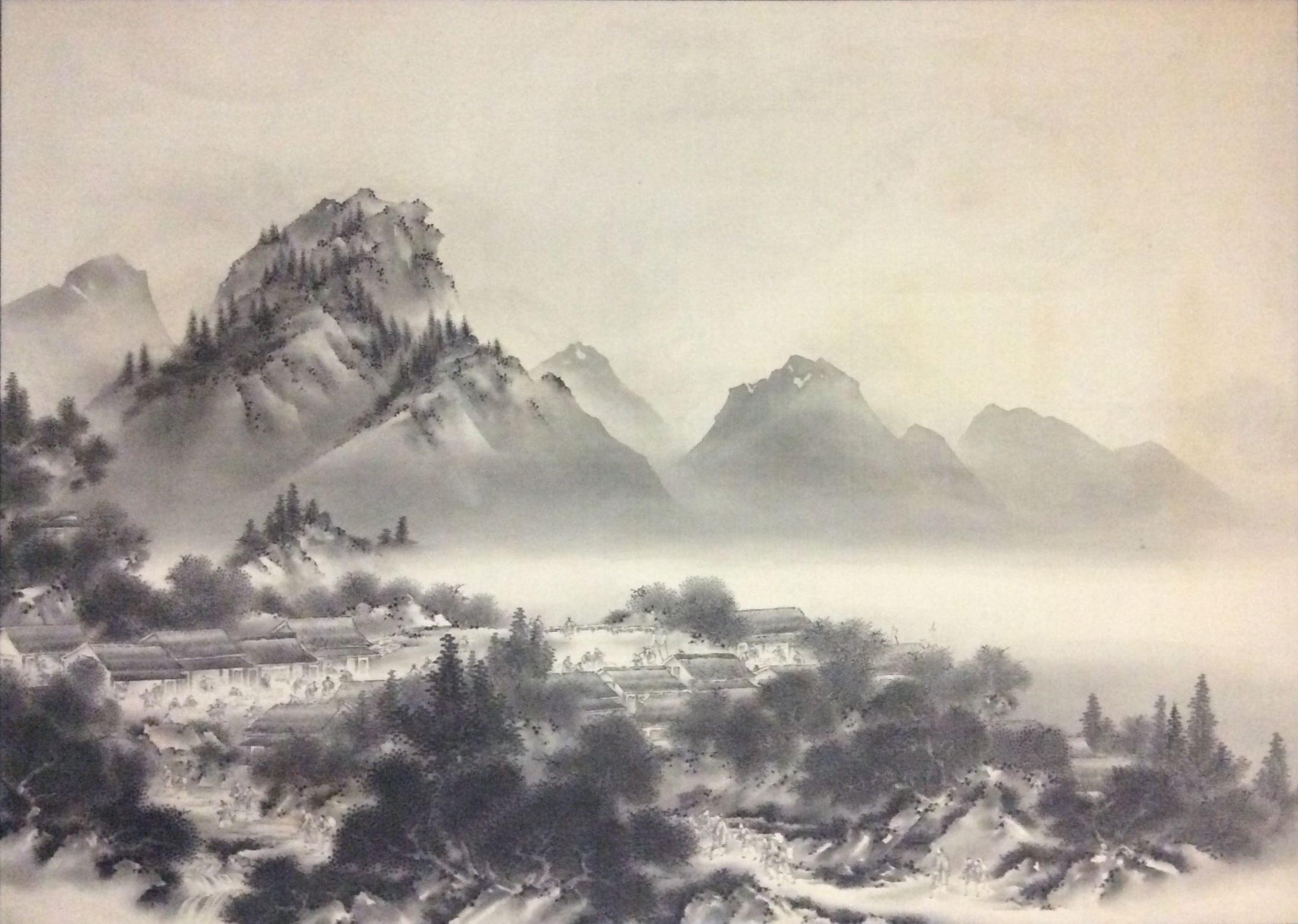
《水墨山水図》杉浦家蔵

## 著書
- 『精神有無論』 - 国立国会図書館デジタルコレクション - 岡崎屋書店、1902年（明治35年）。
- 『実業少年』 - 国立国会図書館デジタルコレクション博文館、1909年（明治42年）「總て天然の趣を損せない瑞西」。
- 『絵画と国家の盛衰』 - 国立国会図書館デジタルコレクション - 杉浦俊香、、1916年（大正5年）。
- 『後援・第202号』帝国軍人後援会、「絵画と士気」46～55頁、1919年（大正8年）10月28日。
- 『画界の維新』 - 国立国会図書館デジタルコレクション - 読画書院、1922年（大正11年）。

## 系譜
- 今井家の先祖は甲斐の清和源氏義光流武田氏族で、甲斐守護武田信満の子佐馬助信景が、山梨郡上今井に住して今井孫六を称したのに始まった。1582年（天正10年）武田滅亡後は徳川家康に仕えた。
- 大龍山冨春院（山梨県甲府市上今井町2577）、高祖武田佐馬助信景称今井氏（今井家始祖）、二代澄阿今井兵庫助信経、三代巌阿今井兵庫助信慶、四代今井兵庫助信是、他の墓碑と墓誌がある。
- 大森山長源院（静岡県静岡市葵区沓谷1-24-1）、九代今井半右衛門・法名「祖月院殿心安宗卯居士」、十代今井市兵衛・法名「自光院殿通叟元心居士」、十一代今井二代目市兵衛・法名「儀徳院殿忠岩恕清居士」、十二代今井嘉一郎・法名「覚性院本室自空居士」、十三代今井伝右衛門松宇・法名「篤相院寶参玄心居士」、十四代今井祐右衛門丹下・法名「寒湘院壽岳義雄居士」、十五代今井桂輔・法名「正清院桂山大峯居士」、十六代今井半右衛門松宇・法名「機鋒院衝岳義天居士」、十七代今井守之進正意・法名「慈舟院津品玄梁居士」、十八代今井鎌太郎・法名「普蔵院鶴翁篤倫居士」、十九代今井桂・法名「放光院桂道月譚居士」の墓碑がある[28][出典無効]。同寺には、十七代今井守之進正意の二男・杉浦清（杉浦家を継ぐ）、養女みき、妻あき、長男正、孫新一、孫あさ子、紀代子の墓碑がある。
- 明見山本光寺（東京都港区元麻布2-5-9）、十六代今井半右衛門松宇・法名「機鋒院衛岳義天居士」、杉浦俊香・法名「円融院諦観日高居士」、妻よ祢・法名「円隠院妙観日寧大姉」、長女いつ・法名「徳芳院妙寿日筆大姉」、二女須美・法名「徳美嬰大姉」、長男晋・法名「福田院天巌日晋居士」の位牌がある。
- 東京都青山霊園（東京都港区南青山2-32-2）、杉浦俊香、妻よ祢、長女いつ、二女須美、長男晋、二男かく他の墓碑がある。

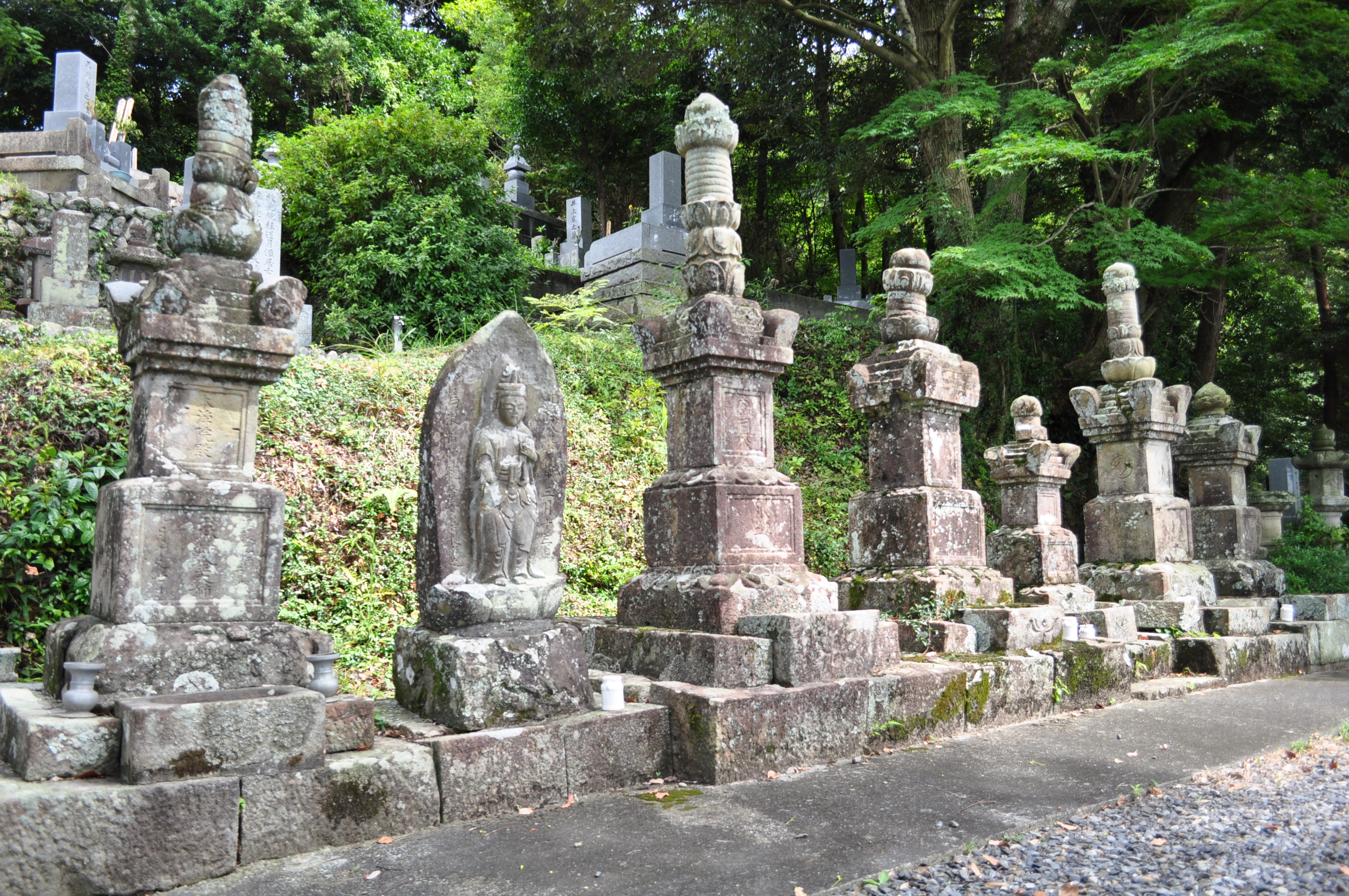
長源院、今井家先祖代々の宝篋印塔（2013年8月20日撮影）
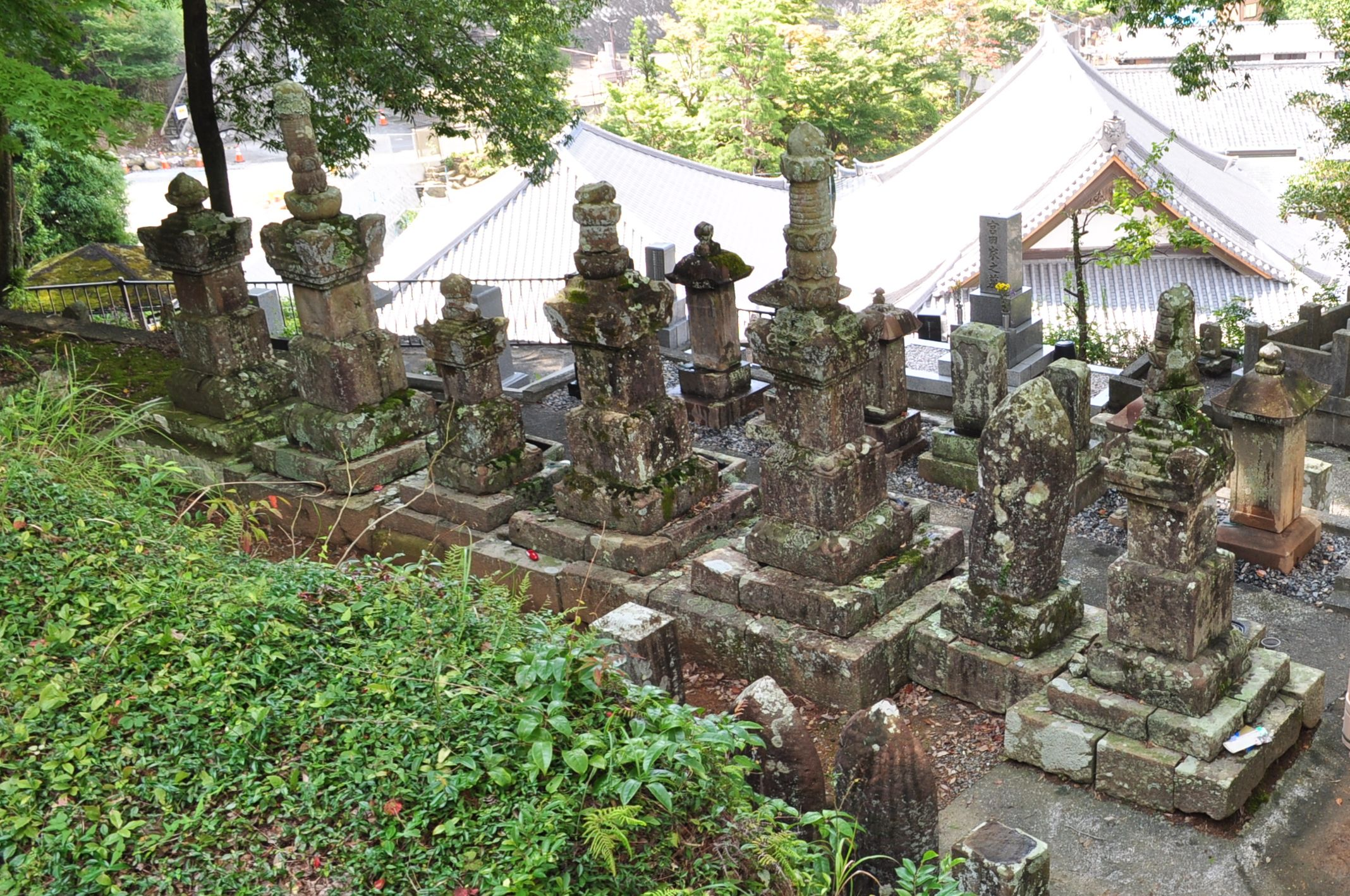
長源院、今井家先祖代々の墓地（2014年9月6日撮影）
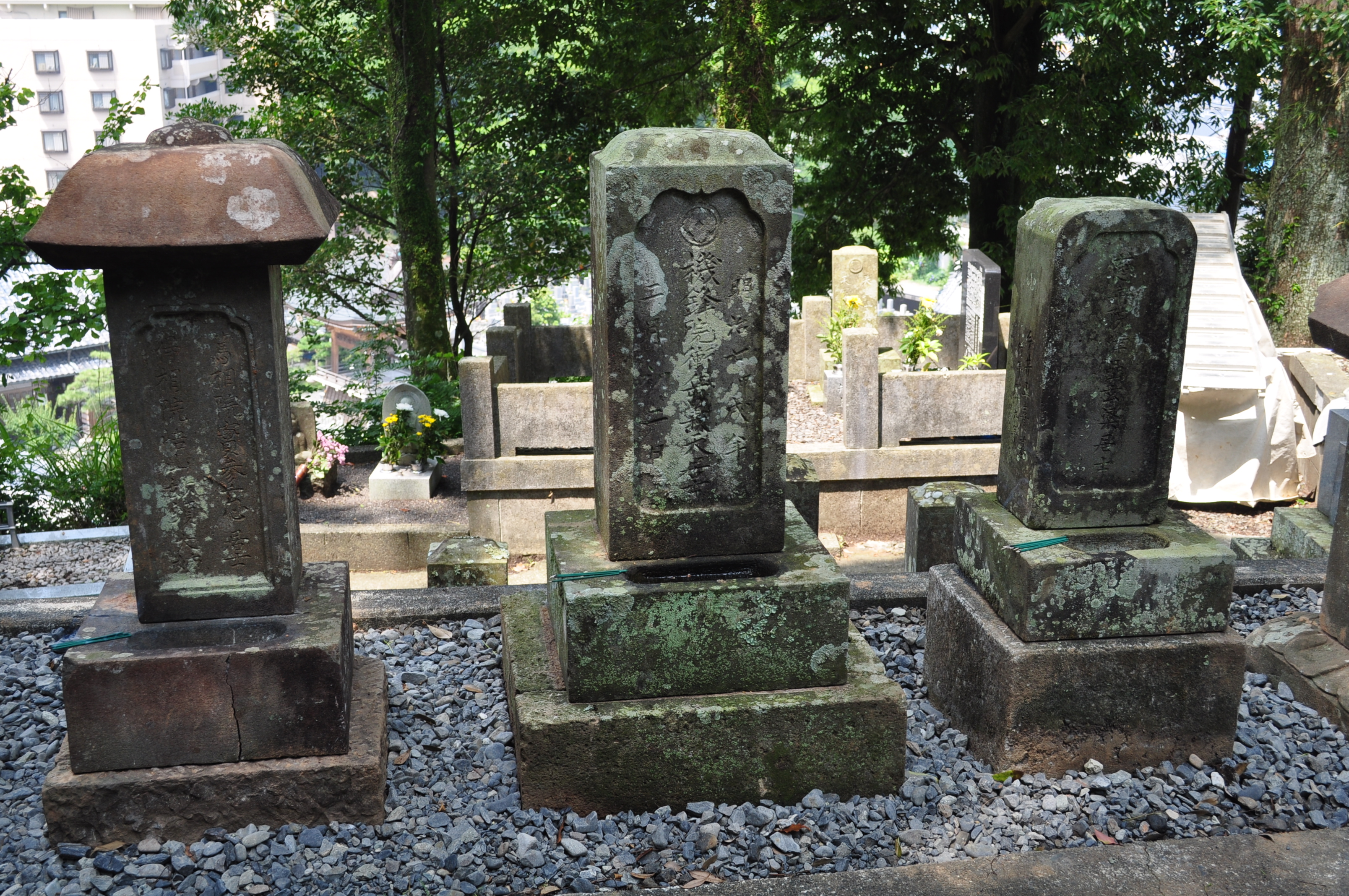
十六代今井半右衛門松宇の墓碑（2014年9月6日撮影）
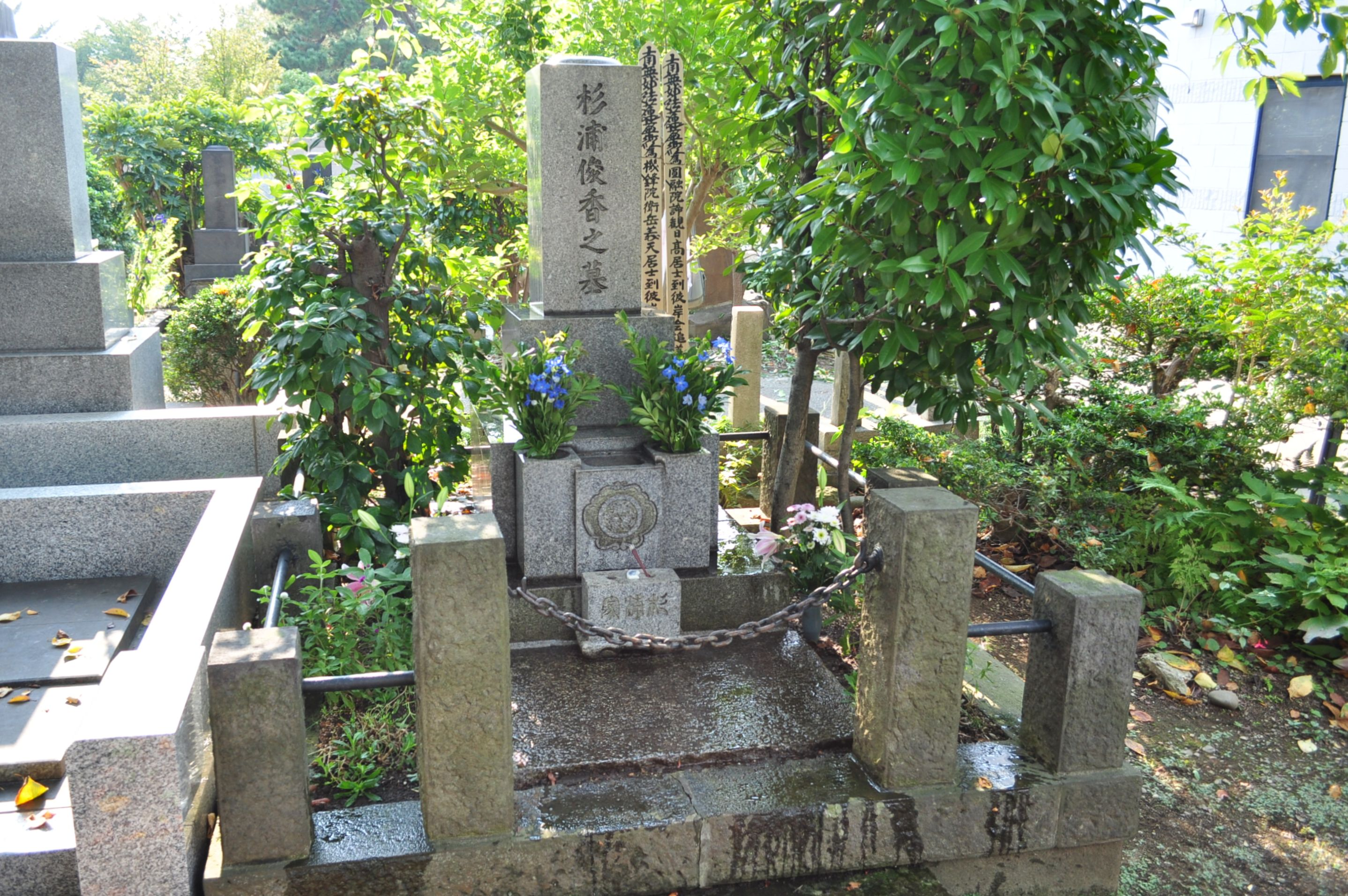
東京都青山霊園の杉浦俊香の墓碑（2014年9月23日撮影）